# Амьен-5 (Сюд-Эст)

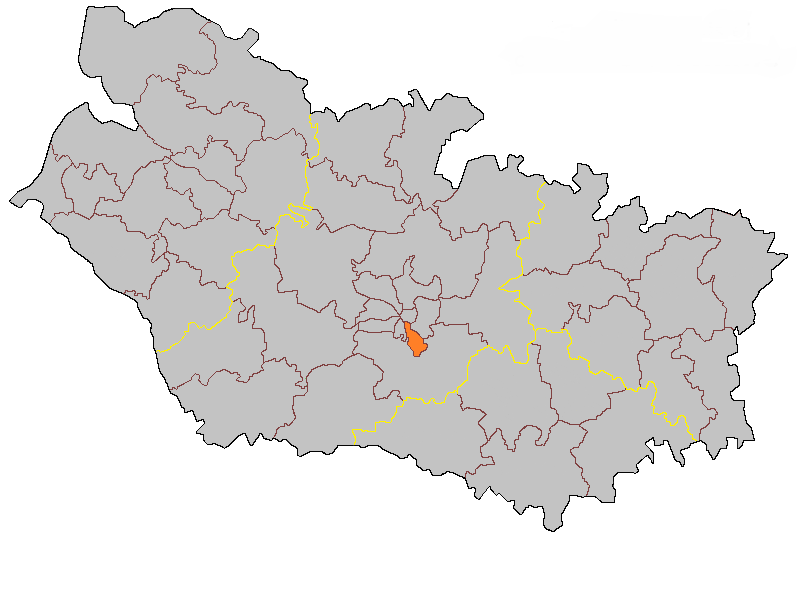
Кантон Амьен-5 (Сюд-Эст) на карте департамента Сомма

Амьен-5 (Сюд-Эст) (фр. Amiens-5-Sud-Est)) — упраздненный кантон во Франции, регион Пикардия, департамент Сомма. Входил в состав округа Амьен.
В состав кантона входили коммуны (население по данным Национального института статистики за 2009 г.):
- Амьен (23 224 чел.) (частично)
- Каньи (1 266 чел.)

## Политика
На президентских выборах 2012 г. жители кантона отдали в 1-м туре Франсуа Олланду 33,5 % голосов против 23,0 % у Николя Саркози и 16,2 % у Марин Ле Пен, во 2-м туре в кантоне победил Олланд, получивший 59,0 % голосов (2007 г. 1 тур: Сеголен Руаяль — 30,2 %, Саркози — 27,7 %; 2 тур: Руаяль — 55,5 %). На выборах в Национальное собрание в 2012 г. по 2-му избирательному округу департамента Сомма они поддержали кандидата Партии зеленых Барбару Помпили, набравшую 35,4 % голосов в 1-м туре и 53,2 % - во 2-м туре. На региональных выборах 2010 года в 1-м туре победил список «правых», собравший 25,8 % голосов против 24,8 % у списка социалистов. Во 2-м туре «левый список» с участием социалистов и «зелёных» во главе с Президентом регионального совета Пикардии Клодом Жеверком получил 53,6 % голосов, «правый» список во главе с мэром Бове Каролин Кайё занял второе место с 32,9 %, а Национальный фронт с 13,5 % финишировал третьим.
|  | Кандидат     | Партия                  | % голосов |
|  | ------------ | ----------------------- | --------- |
|  | Брижитт Фуре | Новый центр             | 50,18     |
|  | Ромен Жорон  | Социалистическая партия | 49,82     |